# Bandeira da Comunidade Autónoma do País Basco
A Ikurriña é a bandeira oficial do País Basco (Espanha) desde a aprovação do estatuto de autonomia em 1979. Também é utilizada de forma mais geral —e, às vezes, de forma controvertida— como bandeira basca nos sete territórios tradicionais de Euskal Herria.
Foi criada en 1894 pelos irmãos Luis e Sabino Arana (o fundador do Partido Nacionalista Basco), e num princípio correspondia, dentro da série de bandeiras que desenharam, à que identificava o território de Vizcaya. Posteriormente passou a representar aos sete territórios bascos e, com a constituição da comunidade autônoma do País Basco ou Euskadi, se adoptou como sua bandeira oficial.

## História e simbolismo

Ikurriña com as proporções do desenho original dos irmãos Arana, inicialmente destinado a representar a Biscaia

Anteriormente houve várias tentativas de criar uma bandeira que simbolizasse conjuntamente as províncias de Álava, Guipúscoa e Biscaia, mas não chegaram a concretizar-se, como a realizada por Pedro Manuel de Soraluce.
Em 1894, durante a Gamazada, Juana Irujo, esposa de Estanislao Aranzadi, bordou uma bandeira, segundo o esboço feito pelos irmãos Arana no Café Iruña da capital navarra, que consistia em uma cruz vermelha de Santo André sobre um fundo branco. Embora alguns tenham considerado que esta bandeira correspondia à primeira ikurriña, o próprio Luis Arana negou esse fato, embora tenha sido o primeiro símbolo nacionalista basco do qual há registro.
No início de sua atividade política, Sabino Arana, em 14 de julho de 1894, fundou a sociedade Euskeldun Batzokija, no número 22 da rua Correo de Bilbao: assim começou a organização do Partido Nacionalista Basco. Na cerimônia de inauguração do centro, às seis da tarde, o membro mais velho, Ciriaco de Iturri, levantou pela primeira vez a ikurriña que havia sido desenhada para a ocasião por Sabino Arana e Luis Arana.

Como Arana explicou (por exemplo, em 1895, pela boca de um personagem de Bizkaia em A Bandeira Fenícia ), o desenho da bandeira foi baseado no brasão de armas da Biscaia e no lema nacionalista Jaun-Goikua eta Lagi-Zaŕa (Deus e a Lei Antiga).
O fundo da nossa Bandeira é vermelho, como o fundo do Brasão de Armas (de Biscaia). [...]
A Cruz branca da Bandeira é a Cruz branca do Escudo e o Jaun-Goikua [Deus] do Lema. [...]
A Cruz verde de Santo André representa, por sua cor, tanto o Carvalho do Escudo quanto as leis nacionais. [...]
Unidos estão a Cruz e o Carvalho no Escudo unidos pelo eta , o Jaun-Goikua e o Lagi-Zaŕa : do Lema; e, portanto, unidas em um centro comum devem estar na Bandeira as duas Cruzes, a branca e a verde. E assim como na união da Cruz e do Carvalho no Escudo, a primeira ocupa o lugar preferencial, e na união do Jaun-Goikua e do Lagi-Zaŕa : no Lema, a primeira o ocupa: assim também na Bandeira, a Cruz branca é sobreposta à verde de Santo André.

Sabino Arana em seu artigo "A Bandeira Fenícia"
A palavra ikurriña, com a grafia ikuŕiña , também é uma criação de Arana, um neologismo derivado de ikur (símbolo, em basco) e ehun (tecido, em basco).
Arana desenhou esboços de bandeiras para outros territórios bascos, mas eles nunca foram amplamente divulgados. A ikurriña, inicialmente um símbolo de Vizcaya para o ambiente do PNV, tornou-se um símbolo de País Basco em poucos anos.
Foi adotada como bandeira oficial do País Basco em 1936 [carece de fontes?], mas foi proibida pelo governo militar que emergiu do golpe de estado contra a Segunda República em 1936. Durante a ditadura franquista, sua exibição foi severamente perseguida na Espanha, o que a transformou em um símbolo antifranquista. Em parte por esta razão, tornou-se popular no País Basco Francês. Durante os primeiros estágios da transição espanhola após a morte de Franco, sua exibição permaneceu proibida (fato que a ETA aproveitou para colocar ikurriñas com armadilhas explosivas, cujas explosões causaram a morte de dois guardas civis que tentavam removê-las) e gradualmente ressurgiu; Por exemplo, em 5 de dezembro de 1976: no início de uma partida de futebol entre a Real Sociedad de San Sebastián e o Athletic Club, os capitães de ambas as equipes entraram em campo vestindo uma ikurriña; Em 19 de janeiro de 1977, seu uso foi novamente permitido na Espanha, e no dia 25 desse mês foi hasteada por acordo municipal, entre muitos outros municípios, na prefeitura de Pamplona, ou na de Villava, onde foi realizado um referendo que, sendo favorável, levou ao uso da bandeira na varanda municipal e no salão plenário dessa localidade. Em 1979, o Artigo 5 do Estatuto de Autonomia do País Basco a reconheceu como bandeira oficial daquela comunidade autônoma.
Também é usado pelos movimentos bascos em Navarra e no País Basco francês, embora não seja oficial. Nessas duas áreas, ele é usado na esfera cultural de língua basca e na esfera política nacionalista basca, e pode ser visto voando em edifícios oficiais, conforme detalhado abaixo.
Hoje, ele é usado por todos os partidos políticos do País Basco e por instituições bascas ao redor do mundo.

## Cores
| Cor      | Denominação        | Pantone | CYMK                      | Cor da web |
| -------- | ------------------ | ------- | ------------------------- | ---------- |
| Vermelho | Vermelho vermelhão | 485 C   | 100% magenta 100% amarelo | #da291c    |
| Verde    | Verde brilhante    | 347 C   | 100% ciano 100% amarelo   | #009a44    |

Em relação às suas proporções, a ikurrina é um retângulo cuja altura é 56% da medida da base; A largura das faixas que compõem a cruz e a sátira são iguais entre si, e representam 8,6% da largura total da base.

## Significado
Para os nacionalistas bascos, é também um dos símbolos do País Basco.
Setores não nacionalistas da sociedade basca também se identificam com esta bandeira.  É normalmente encontrado em centros culturais bascos (euskal etxeak) espalhados por todo o continente americano, como símbolo de uma comunidade cultural.